# سفارة دولة فلسطين لدى اليونان
سفارة دولة فلسطين لدى اليونان هي الممثلية الدبلوماسية العُليا لدولة فلسطين لدى اليونان. تقع السفارة في أثينا.